# جامعة المحيط الهادئ
جامعة المحيط الهادئ (بالإنجليزية: University of the Pacific)‏ هي جامعة أمريكية خاصة تقع بالغرب الأمريكي في ستوكتون (كاليفورنيا). جامعة المحيط الهادئ هي أقدم جامعة معتمدة في ولاية كاليفورنيا، كما تضم أول حرم جامعي مستقل في ولاية كاليفورنيا، بالإضافة إلى أول معهد للموسيقى وأول كلية طب في منطقة الساحل الغربي للولايات المتحدة.
تأسست المؤسسة في العاشر من يوليو لسنة 1851 في سانتا كلارا تحت اسم كلية ويسليان كاليفورنيا. ثم انتقلت في وقت لاحق إلى سان خوسيه في سنة 1871، ومن ثم إلى ستوكتون سنة 1923. جامعة المحيط الهادئ هي جامعة معتمدة من طرف «الرابطة الغربية للمدارس والكليات (WASC)».
بالإضافة إلى كلية الفنون الليبرالية، ومدارس التعليم والهندسة والأعمال والدراسات الدولية والموسيقى، تتوفر الجامعة كذلك على ثلاث مدارس للدرج المهني: «مدرسة طب الأسنان» في سان فرانسيسكو، «كلية الحقوق» في ساكرامنتو، و«مدرسة الصيدلة وعلوم الصحة» في ستوكتون.

## تاريخ
تأسست جامعة المحيط الهادئ في البداية في  10 يوليو 1851 بمدينة سانتا كلارا (كاليفورنيا) تحت اسم كلية ويسليان كاليفورنيا (California Wesleyan College).
بحلول سنة 1858، افتتحت الجامعة أول كلية طب في منطقة الساحل الغربي؛ تحت اسم القسم الطبي لجامعة المحيط الهادئ. انضمت كلية الطب في وقت لاحق إلى كلية كوبر الطبية، وتم الاستيلاء عليها في سنة 1908 من قبل جامعة ستانفورد لتصبح تحت مسمى مدرسة الطب جامعة ستانفورد.
في سنة 1871، نقل الحرم الجامعي إلى حي بارك كوليدج في سان خوسيه، بالتزامن مع ذلك فتحت الكلية أبوابها في وجه النساء، ليصبح بذلك هذا الحرم أول حرم مستقل للتعليم المختلط في ولاية كاليفورنيا. بحلول سنة 1878، انشئ المعهد الموسيقى في الجامعة، وهو المعهد الأول من نوعه في غرب نهر المسيسيبي. في سنة 1896، اندمجت الكلية مع كلية نابا. ليتم في سنة 1911، تغيير اسمها إلى كلية المحيط الهادئ.
في سنة 1923، نقل الحرم الجامعي من منطقة الخليج إلى مدينة ستوكتون،  لتصبح أول مؤسسة للتعليم العالي في سنترال فالي]]؛ أصبحت جامعة المحيط الهادئ في سنة 1961. في سنة 1925 تم بيع حرم سان خوسيه الجامعي إلى كلية سانتا كلارا التي انتقلت إليه وأعادة تسميته إلى كلية بيلارمين التحضيرية.
بحلول سنة 1962، اندمجت جامعة المحيط الهادئ مع كلية الأطباء والجراحين في سان فرانسيسكو (التي أنشئت في سنة 1896)، ثم مع كلية الحقوق ماك جورج (التي أنشئت في سنة 1924 في ساكرامنتو) في سنة 1966.
في أواخر الستينات، عندما دخل القانون الإتحادي للتمويل العام للمؤسسات المرتبطة بالكنائس في مسألة خلاف قانوني، توقفت الجامعة عن تلقي أموال من الكنيسة الميثودية المتحدة، لكنها حافظت على انتمائها لها بينما تواصل عملها كمدرسة غير طائفية.

## الحرم الجامعي

### الحرم الجامعي ستوكتون

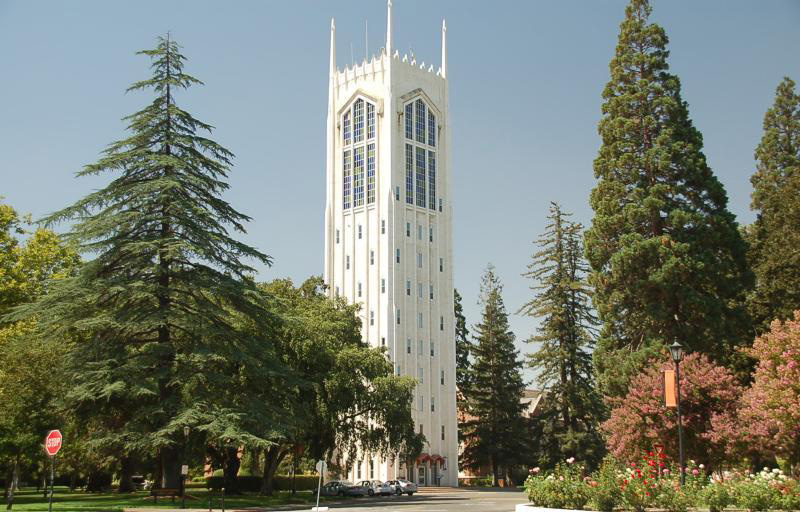
برج بيرنز الذي يعلو مباني الحرم الجامعي في ستوكتون.

استخدم الحرم الجامعي في ستوكتون، بما فيه البرج، الحدائق، المباني، والعديد من الأشجار  التي يضمها، في أفلام هوليوود، بسبب التشابه الجمالي بينها وبين جامعات رابطة اللبلاب، على غرار سارقو التابوت الضائع، إنديانا جونز ومملكة الجمجمة الكريستالية، رجل ميت في الحرم الجامعي وأفلام أخرى...
يضم الحرم الجامعي في ستوكتون مجمعا سكنيا يشتمل على ثلاثة سكنات جامعية هي:غريس كوفيل هول، سوث ويست هول، وكواد بويلدينغز. تتكون المباني التابعة له من عدد من القاعات الأصغر المنفصلة والقريبة من بعضها البعض. غريس كوفيل هو أكبر سكن جامعي في هذا الحرم، حيث يستضيف وحده أكثر من 350 طالبا في الوقت الذي يستضيف فيه السوث ويست والكواد عدد أقل من الطلاب.
يمكن لطلاب السنة الثالثة أو الرابعة العثور على سكن في الإقامات الجامعية الصغيرة الواقعة على الجانب الشمالي الغربي للحرم الجامعي، شقق مركز مكافري الواقع بوسط الحرم الجامعي، أو في اثنين من المباني السكنية المعروفة باسم «موناغان» و«بروكسيد هول»، والتي تم تغيير اسمها مؤخرا إلى «تشان فاملي هول». بالإضافة إلى «فراترنتي» و«سوريريتي هاوس» المتواجدين بالحرم الجامعي.
بحلول سنة 2008، افتتحت الجامعة مركزا جامعيا جديدا بقيمة 38 مليون دولار لتركيز جميع الأنشطة التي يحتاجها الطلاب في الحرم الجامعي. ضم مركز دون أند كارين ديروسا الجامعي الذي حل محل مركز مكافري، غرفة طعام مركزية جديدة، مقهى للطلاب، حانة، مكتبة، ومراكز مؤتمرات. كما قامت أيضا ببناء مركز جديد للعلوم البيولوجية بقيمة 20 مليون دولار في سنة 2008، يوفر مرافق دراسية ومختبرات متقدمة للطلاب الذين يدرسون العلوم الطبيعية والعلوم الصحية.
الحرم الجامعي في ستوكتون هو أيضا مقر لكنيسة موريس، التي هي عبارة عن كنيسة غير طائفية تتميز بهندسة معمارية بسيطة. تعد هذه الكنيسة بمثابة نقطة محورية للعبادة المسيحية في الحرم الجامعي، ومكانا مفضلا للاحتفال بالزواج لآلاف الأزواج داخل وخارج مجتمع الجامعة.

### الحرم الجامعي ساكرامنتو
يتموقع الحرم الجامعي ساكرامنتو التابع لجامعة المحيط الهادئ على مستوى حي «أواك بارك» جنوبي وسط المدينة على مساحة تبلغ حوالي ال13 فدانا، حيث يضم سكنات لطلاب الدراسات العليا وطلاب البرامج المهنية والدرجات العلمية. إذ يتكون الحرم الجامعي من 24 مبنى، تشمل مرافق أكاديمية، وأربعة مرافق سكنية، ومركزا خاصا باللياقة البدنية / حمام سباحة.
أرسي الحرم الجامعي ساكرامنتو من طرف 'كلية القانون ماجورج، التي تعد مدرسة القانون الوحيدة التي وافقت عليها نقابة المحامين الأمريكية في مقاطعة ساكرامنتو كلها.
بحلول سنة 2015، بدأت جامعة المحيط الهادئ في أعمال توسيع للحرم الجامعي ساكرامنتو، تضمنت أيضا برامج تخرج جديدة في التحليلات والتعليم والعلوم الصحية والقيادة التنظيمية، والسياسة العامة.
البرامج المعروضة حاليا في الحرم الجامعي
ساكرامنتو: 
- دكتوراه في القانون (J.D.)
- بكالوريوس في علوم السلوك التنظيمي
- دكتوراه في التربية (Ed.D.) والقيادة التربوية والتنظيمية
- دكتوراه في العلوم القانونية (J.S.D.)
- ماجستير الآداب في التربية (MAEd)، التعلم التنظيمي والفعالية.
- ماجستير القانون (LL.M.)
- ماجستير في دراسات مساعد طبيب (M.P.A.S.)
- ماجستير الإدارة العامة (M.P.A.)
- ماجستير في السياسة العامة (M.P.P.)
- ماجستير في علوم البيانات
- ماجستير في علوم القانون (M.S.L.)

### الحرم الجامعي سان فرانسيسكو
يتوفر الحرم الجامعي في سان فرانسيسكو التابع لجامعة المحيط الهادئ على فصول دراسية ومكاتب إدارية ومختبر محاكاة وعيادات تقدم الرعاية الطبية للأسنان للجمهور في إطار مدرسة دوغوني لطب الأسنان. يشمل الحرم الجامعي سان فرانسيسكو بالإضافة لذلك برامجا للدراسات العليا في التحليلات وعلم السمع ودراسات الغذاء والعلاج بالموسيقى.
بحلول سنة 2011، اشترت الجامعة مبنى مكتب ولز فارجو في منطقة السوق الجنوبية المكون من سبعة طوابق، بغرض استخدام خمسة طوابق منه في دوغوني هاوس، بينما تستأجر طابقين كمكاتب متميزة. انتقل دوجوني إلى مقره الجديد بحلول سنة 2014.

## القبول في الجامعة
القبول في جامعة المحيط الهادئ، وفقا لشبكة يو إس نيوز آند وورد ريبورت الأمريكية هو «الأكثر انتقائية».
في خريف عام 2015، تلقت جامعة المحيط الهادئ ما يعادل 15183 طلبا مستجدا للدراسة داخل أروقتها؛ تم قبول 8335 طلبا فقط، أي ما يعادل تقريبا نسبة 64,6 في المائة.
كان متوسط المعدل التراكمي للمسجلين الجدد 3.45، في حين أن متوسط مجموع 50 في المائة من درجات «سات» كان محصورا بين 490 و620 بالنسبة للقراءة الحرجة، وبين 520 و660 للرياضيات، و 490 و630 للكتابة. وكان متوسط مجموع 50 في المائة من نتيجة اختبار «أكت» المركب متراوحا بين 22 و29.

## التصنيف

### التصنيف الوطني
احتلت جامعة المحيط الهادئ في سنة 2016، المرتبة 108 في فئة «الجامعات الوطنية» ضمن تصنيف الكليات والجامعات الأمريكية الذي تجريه شبكة يو إس نيوز آند وورد ريبورت.

## أبرز الخريجين
- جون دوليتل، عضو في مجلس النواب الأمريكي من كاليفورنيا (1991–2009).
- دين بتلر، ممثل ومنتج أمريكي.
- خوسيه م. هرنانديز، رائد فضاء بوكالة ناسا (2009-2004).